# Barbie Tingz
"Barbie Tingz" là một bài hát của nữ rapper người Mỹ Nicki Minaj. Được sáng tác bởi Minaj và Jeremy Raid và được sản xuất bởi Chevy Music, bài hát được phát hành dưới dạng đĩa đơn thông qua các hãng đĩa Young Money Entertainment và Cash Money Records vào ngày 12 tháng 4 năm 2018, cùng với "Chun-Li". Đĩa đơn nằm trong phiên bản được phát hành độc quyền tại các chuỗi cửa hàng Target tại Mỹ của album Queen.

## Phát hành
Vào ngày 10 tháng 4 năm 2018, Minaj đăng hình ảnh bìa đĩa đơn trên mạng xã hội, cùng với bìa đĩa "Chun-Li". Bài hát được phát hành vào ngày 12 tháng 4 năm 2018 thông qua các hãng đĩa Young Money Entertainment và Cash Money Records dưới dạng đĩa đơn.

## Video âm nhạc
Video âm nhạc chính thức được đạo diễn bởi Minaj và Giovanni Bianco của công ty Serial Pictures được phát hành vào ngày 4 tháng 5 năm 2018. Trong video âm nhạc, Minaj khoác lên mình nhiều bộ trang phục nhiều màu sắc và biểu diễn nhiều điệu nhảy.

## Đội ngũ thực hiện
Đội ngũ thực hiện được điều chỉnh từ Tidal.
- Chevy Music – sản xuất âm nhạc
- Laura Bates – trợ lý hoà âm, trợ lý kỹ sư thu âm
- Iván Jiménez – trợ lý kỹ sư thu âm
- Aubry "Big Juice" Delaine – hoà âm, kỹ sư thu âm
- Labrinth – kỹ sư thu âm

## Xếp hạng
| Bảng xếp hạng (2018)                     | Vị trí cao nhất |
| ---------------------------------------- | --------------- |
| Úc (ARIA)                                | 41              |
| Canada (Canadian Hot 100)                | 21              |
| Pháp (SNEP)                              | 58              |
| Ireland (IRMA)                           | 58              |
| New Zealand Heatseekers (RMNZ)           | 1               |
| Bồ Đào Nha (ATP)                         | 81              |
| Scotland (OCC)                           | 28              |
| Thụy Điển (Sverigetopplistan)            | 90              |
| Anh Quốc (OCC)                           | 31              |
| Hoa Kỳ Billboard Hot 100                 | 25              |
| Hoa Kỳ Hot R&B/Hip-Hop Songs (Billboard) | 17              |